# توردان
توردان روستایی در دهستان میرآباد بخش کلاتان شهرستان بمپور استان سیستان و بلوچستان ایران است.

## جمعیت
بر پایه سرشماری عمومی نفوس و مسکن در سال ۱۳۹۵ جمعیت این روستا ۲٬۶۲۳ نفر (۶۵۵خانوار) بوده‌است.